# Torneos ATP en 1995
Aquí se reflejan todos los torneos de la ATP disputados durante la temporada tenística de 1995. Aparecen ordenados según su categoría, y en orden de disputa, figurando a su vez el tenista ganador del torneo y el progreso de los jugadores en cada torneo a partir de los cuartos de final. Además se indica para cada torneo el importe económico para premios, la superficie en la que se juega y el número de tenistas participantes.

## Calendario

### Claves
| Grand Slam                          |
| ATP Tour World Championships        |
| ATP Championship Series, una semana |
| ATP Championship Series             |
| Eventos por equipos                 |
| Series Mundiales                    |

### Enero
| Semana                  | Torneo | Campeones | Finalistas | Semifinalistas                  | Cuartos de final                                                   |
| ----------------------- | --- | --- | --- | ------------------------------- | ------------------------------------------------------------------ |
| 2 de enero              | Copa Hopman Perth, Australia Campeonato Mixto por equipos ITF Dura – 8 equipos | Alemania · 3–0 | Ucrania | República Checa · Francia       | Italia · Australia · Osetia del Sur · Países Bajos                 |
| 2 de enero              | Campeonato Australiano Masculino de Pista Dura Adelaida, Australia Series Mundiales 303 000$ Dura | Jim Courier 6–2, 7–5 | Arnaud Boetsch                                                                                                   | Mark Woodforde Richard Krajicek | Yevgeny Kafelnikov Thomas Enqvist Patrick Rafter Hendrik Dreekmann |
| 2 de enero              | Campeonato Australiano Masculino de Pista Dura Adelaida, Australia Series Mundiales 303 000$ Dura | Jim Courier Patrick Rafter 7–6, 6–4 | Byron Black Grant Connell                                                                                        | Mark Woodforde Richard Krajicek | Yevgeny Kafelnikov Thomas Enqvist Patrick Rafter Hendrik Dreekmann |
| 2 de enero              | Abierto de Qatar Doha, Catar Series Mundiales 600 000$ Dura | Stefan Edberg 7–6(7–4), 6–1 | Magnus Larsson                                                                                                   | Henri Leconte Michael Stich     | Karim Alami Javier Sánchez Vicario Markus Zoecke Jan Siemerink     |
| 2 de enero              | Abierto de Qatar Doha, Catar Series Mundiales 600 000$ Dura | Stefan Edberg Magnus Larsson 7–6, 6–2 | Andrei Olhovskiy Jan Siemerink                                                                                   | Henri Leconte Michael Stich     | Karim Alami Javier Sánchez Vicario Markus Zoecke Jan Siemerink     |
| 9 de enero              | Benson and Hedges Open Auckland, Nueva Zelanda Series Mundiales 303 000$ Dura | Thomas Enqvist 6–2, 6–1 | Chuck Adams | Vincent Spadea Alexander Volkov | Jan Siemerink Jakob Hlasek Brett Steven Cédric Pioline             |
| 9 de enero              | Benson and Hedges Open Auckland, Nueva Zelanda Series Mundiales 303 000$ Dura | Grant Connell Patrick Galbraith 6–4, 6–3 | Luis Lobo Javier Sánchez Vicario                                                                                 | Vincent Spadea Alexander Volkov | Jan Siemerink Jakob Hlasek Brett Steven Cédric Pioline             |
| 9 de enero              | Sydney Outdoors Sídney, Australia Series Mundiales 303 000$ Dura | Patrick McEnroe 6–2, 7–6(7–4) | Richard Fromberg                                                                                                 | Renzo Furlan Andrea Gaudenzi    | Mark Woodforde Jamie Morgan Richard Krajicek Michael Tebbutt       |
| 9 de enero              | Sydney Outdoors Sídney, Australia Series Mundiales 303 000$ Dura | Todd Woodbridge Mark Woodforde 7–6, 6–4 | Trevor Kronemann David Macpherson                                                                                | Renzo Furlan Andrea Gaudenzi    | Mark Woodforde Jamie Morgan Richard Krajicek Michael Tebbutt       |
| 9 de enero              | Abierto de Indonesia Jakarta, Indonesia Series Mundiales 303,000$ Dura | Paul Haarhuis 7–5, 7–5 | Radomír Vašek | Ronald Agénor Kenneth Carlsen   | Guillaume Raoux Mark Petchey Gilbert Schaller Greg Rusedski        |
| 9 de enero              | Abierto de Indonesia Jakarta, Indonesia Series Mundiales 303,000$ Dura | David Adams Andrei Olhovskiy 7–5, 6–3 | Ronald Agénor Shuzo Matsuoka                                                                                     | Ronald Agénor Kenneth Carlsen   | Guillaume Raoux Mark Petchey Gilbert Schaller Greg Rusedski        |
| 16 de enero 29 de enero | Abierto de Australia Melbourne, Australia Grand Slam 2,649,210$ Dura | Andre Agassi 4–6, 6–1, 7–6(8–6), 6–4 | Pete Sampras | Michael Chang Aaron Krickstein  | Jim Courier Andrei Medvedev Jacco Eltingh Yevgeny Kafelnikov       |
| 16 de enero 29 de enero | Abierto de Australia Melbourne, Australia Grand Slam 2,649,210$ Dura | Jared Palmer Richey Reneberg 6–3 3–6 6–3 6–2 | Mark Knowles Daniel Nestor                                                                                       | Michael Chang Aaron Krickstein  | Jim Courier Andrei Medvedev Jacco Eltingh Yevgeny Kafelnikov       |
| 16 de enero 29 de enero | Abierto de Australia Melbourne, Australia Grand Slam 2,649,210$ Dura | Rick Leach Natasha Zvereva 7–6(7–4), 6–7(3–7), 6–4                                                                                                | Cyril Suk Gigi Fernández                                                                                         | Michael Chang Aaron Krickstein  | Jim Courier Andrei Medvedev Jacco Eltingh Yevgeny Kafelnikov       |
| 30 de enero             | Copa Davis Primera ronda St. Petersburg (Florida), EE. UU. – Moqueta (i) Nápoles, Italia – Tierra batida Copenhague, Dinamarca - Moqueta (i) Viena, Austria- Dura Durban, Suráfrica – Dura Antwerp, Bélgica – Tierra batida Ginebra, Suiza – Tierra batida Karlsruhe, Alemania - Dura | Ganadores. Primera ronda Estados Unidos 4-1 · Italia 4-1 · Suecia 3-2 · Austria 4-1 · Sudáfrica 3-2 · Rusia 4-1 · Países Bajos 4-1 · Alemania 4-1 | Perdedores. Primera ronda Francia · República Checa · Dinamarca · España · Australia · Bélgica · Suiza · Croacia |                                 |                                                                    |

### Febrero
| Semana        | Torneo                                                                                            | Campeones                                          | Finalistas                              | Semifinalistas                    | Cuartos de final                                                 |
| ------------- | ------------------------------------------------------------------------------------------------- | -------------------------------------------------- | --------------------------------------- | --------------------------------- | ---------------------------------------------------------------- |
| 6 de febrero  | Open 13 Marsella, Francia Series Mundiales ATP 514 250$ Dura                                      | Boris Becker 6–7(2–7), 6–4, 7–5                    | Daniel Vacek                            | Olivier Delaître Lionel Roux      | Jörn Renzenbrink David Rikl Karol Kučera Yevgeny Kafelnikov      |
| 6 de febrero  | Open 13 Marsella, Francia Series Mundiales ATP 514 250$ Dura                                      | David Adams Andrei Olhovskiy 6–1, 6–4              | Jean-Philippe Fleurian Rodolphe Gilbert | Olivier Delaître Lionel Roux      | Jörn Renzenbrink David Rikl Karol Kučera Yevgeny Kafelnikov      |
| 6 de febrero  | Torneo de Dubái Dubái, Emiratos Árabes Unidos Series Mundiales ATP 1 014 250$ Dura                | Wayne Ferreira 6–3, 6–3                            | Andrea Gaudenzi                         | Javier Sánchez Vicario Petr Korda | Todd Woodbridge Pat Cash Carsten Arriens Henrik Holm             |
| 6 de febrero  | Torneo de Dubái Dubái, Emiratos Árabes Unidos Series Mundiales ATP 1 014 250$ Dura                | Grant Connell Patrick Galbraith 6–2, 4–6, 6–3      | Tomás Carbonell Francisco Roig          | Javier Sánchez Vicario Petr Korda | Todd Woodbridge Pat Cash Carsten Arriens Henrik Holm             |
| 6 de febrero  | Sybase Open San José, EE. UU. Series Mundiales ATP 303 000$ Dura                                  | Andre Agassi 6–2, 1–6, 6–3                         | Michael Chang                           | MaliVai Washington Jim Courier    | Brian MacPhie Bryan Shelton Jim Grabb Greg Rusedski              |
| 6 de febrero  | Sybase Open San José, EE. UU. Series Mundiales ATP 303 000$ Dura                                  | Jim Grabb Patrick McEnroe 3–6, 7–5, 6–0            | Alex O'Brien Sandon Stolle              | MaliVai Washington Jim Courier    | Brian MacPhie Bryan Shelton Jim Grabb Greg Rusedski              |
| 13 de febrero | Muratti Time Indoor Milán, Italia ATP Championship Series 689 250$ Moqueta                        | Yevgeny Kafelnikov 7–5, 5–7, 7–6(8–6)              | Boris Becker                            | Petr Korda Goran Ivanišević       | Guy Forget Slava Doseděl Michael Stich Olivier Delaître          |
| 13 de febrero | Muratti Time Indoor Milán, Italia ATP Championship Series 689 250$ Moqueta                        | Boris Becker Guy Forget 6–2, 6–4                   | Petr Korda Karel Nováček                | Petr Korda Goran Ivanišević       | Guy Forget Slava Doseděl Michael Stich Olivier Delaître          |
| 13 de febrero | Kroger St. Jude International Memphis, Tennessee, EE. UU. ATP Championship Series 683 000$ Dura   | Todd Martin 7–6(7–2), 6–4                          | Paul Haarhuis                           | Pete Sampras Jonathan Stark       | Thomas Enqvist Greg Rusedski Arnaud Boetsch Michael Chang        |
| 13 de febrero | Kroger St. Jude International Memphis, Tennessee, EE. UU. ATP Championship Series 683 000$ Dura   | Jared Palmer Richey Reneberg 7–5 6–3               | Tommy Ho Brett Steven                   | Pete Sampras Jonathan Stark       | Thomas Enqvist Greg Rusedski Arnaud Boetsch Michael Chang        |
| 20 de febrero | Eurocard Open Stuttgart, Alemania ATP Championship Series $2,125,000$ Moqueta                     | Richard Krajicek 7–6(7–4), 6–3, 6–7(6–8), 1–6, 6–3 | Michael Stich                           | Boris Becker Martin Damm          | Yevgeny Kafelnikov Alexander Volkov Jan Siemerink Magnus Larsson |
| 20 de febrero | Eurocard Open Stuttgart, Alemania ATP Championship Series $2,125,000$ Moqueta                     | Grant Connell Patrick Galbraith 6–2, 6–2           | Cyril Suk Daniel Vacek                  | Boris Becker Martin Damm          | Yevgeny Kafelnikov Alexander Volkov Jan Siemerink Magnus Larsson |
| 20 de febrero | Comcast U.S. Indoor Filadelfia, EE. UU. Series Mundiales 589 250$ Moqueta                         | Thomas Enqvist 0–6, 6–4, 6–0                       | Michael Chang                           | Paul Haarhuis Andre Agassi        | Brett Steven Jonathan Stark Richey Reneberg Sébastien Lareau     |
| 20 de febrero | Comcast U.S. Indoor Filadelfia, EE. UU. Series Mundiales 589 250$ Moqueta                         | Jim Grabb Jonathan Stark 7–6, 6–7, 6–3             | Jacco Eltingh Paul Haarhuis             | Paul Haarhuis Andre Agassi        | Brett Steven Jonathan Stark Richey Reneberg Sébastien Lareau     |
| 27 de febrero | Torneo Mundial ABN AMRO Rotterdam, Países Bajos Series Mundiales 575,000$ Moqueta                 | Richard Krajicek 7–6(7–5), 6–4                     | Paul Haarhuis                           | Omar Camporese Yevgeny Kafelnikov | Sjeng Schalken Andrei Medvedev Jeff Tarango Martin Damm          |
| 27 de febrero | Torneo Mundial ABN AMRO Rotterdam, Países Bajos Series Mundiales 575,000$ Moqueta                 | Martin Damm Anders Järryd 6–3, 6–2                 | Tomás Carbonell Francisco Roig          | Omar Camporese Yevgeny Kafelnikov | Sjeng Schalken Andrei Medvedev Jeff Tarango Martin Damm          |
| 27 de febrero | Franklin Templeton Classic Scottsdale, Estados Unidos Series Mundiales ATP 303 000$ Tierra batida | Jim Courier 7–6(7–2), 6–4                          | Mark Philippoussis                      | Todd Martin Stefan Edberg         | Carsten Arriens Jonas Björkman Brett Steven Mark Woodforde       |
| 27 de febrero | Franklin Templeton Classic Scottsdale, Estados Unidos Series Mundiales ATP 303 000$ Tierra batida | Trevor Kronemann David Macpherson 4–6, 6–3, 6–4    | Luis Lobo Javier Sánchez Vicario        | Todd Martin Stefan Edberg         | Carsten Arriens Jonas Björkman Brett Steven Mark Woodforde       |
| 27 de febrero | Abierto Mexicano Telcel Mexico D.F., México Series Mundiales 305,000$ Tierra batida               | Thomas Muster 7–6(7–4), 7–5                        | Fernando Meligeni                       | Àlex Corretja Francisco Clavet    | Mark Petchey Jordi Burillo Mauricio Hadad Oscar Martinez         |
| 27 de febrero | Abierto Mexicano Telcel Mexico D.F., México Series Mundiales 305,000$ Tierra batida               | Javier Frana Leonardo Lavalle 7–5, 6–3             | Marc-Kevin Goellner Diego Nargiso       | Àlex Corretja Francisco Clavet    | Mark Petchey Jordi Burillo Mauricio Hadad Oscar Martinez         |

### Marzo
| Semana      | Torneo | Campeones                                                                             | Finalistas                                                              | Semifinalistas                    | Cuartos de final                                                       |
| ----------- | --- | ------------------------------------------------------------------------------------- | ----------------------------------------------------------------------- | --------------------------------- | ---------------------------------------------------------------------- |
| 6 de marzo  | Copa Newsweek Champions Indian Wells, Estados Unidos ATP Championship Series de una semana 1,550,000$ Dura                                | Pete Sampras 7–5, 6–3, 7–5                                                            | Andre Agassi                                                            | Stefan Edberg Boris Becker        | Todd Martin Thomas Muster Magnus Larsson Wayne Ferreira                |
| 6 de marzo  | Copa Newsweek Champions Indian Wells, Estados Unidos ATP Championship Series de una semana 1,550,000$ Dura                                | Tommy Ho Brett Steven 7–6, 6–7, 6–4                                                   | Gary Muller Piet Norval                                                 | Stefan Edberg Boris Becker        | Todd Martin Thomas Muster Magnus Larsson Wayne Ferreira                |
| 6 de marzo  | Torneo de Copenhague Copenhague Series Mundiales ATP 203 000$ Moqueta                                                                     | Martin Sinner 6–7(3–7), 7–6(10–8), 6–3                                                | Andrei Olhovskiy                                                        | Karol Kučera Anders Järryd        | Jeremy Bates Jan Siemerink Pat Cash Frederik Fetterlein                |
| 6 de marzo  | Torneo de Copenhague Copenhague Series Mundiales ATP 203 000$ Moqueta                                                                     | Mark Keil Peter Nyborg 6–7, 6–4, 7–6                                                  | Guillaume Raoux Greg Rusedski                                           | Karol Kučera Anders Järryd        | Jeremy Bates Jan Siemerink Pat Cash Frederik Fetterlein                |
| 13 de marzo | Torneo de San Petersburgo San Petersburgo, Rusia Series Mundiales ATP 300 000$ Moqueta                                                    | Yevgeny Kafelnikov 6–2, 6–2                                                           | Guillaume Raoux                                                         | Alexander Volkov Andrei Chesnokov | Jakob Hlasek Sébastien Lareau Nicolas Kiefer T. J. Middleton           |
| 13 de marzo | Martin Damm Anders Järryd 6–4, 6–2 | Jakob Hlasek Yevgeny Kafelnikov                                                       |                                                                         | Alexander Volkov Andrei Chesnokov | Jakob Hlasek Sébastien Lareau Nicolas Kiefer T. J. Middleton           |
| 13 de marzo | Lipton Championships Cayo Vizcaíno, Estados Unidos ATP Championship Series de una semana 2 250 000$ Dura                                  | Andre Agassi 3–6, 6–2, 7–6(7–3)                                                       | Pete Sampras                                                            | Jonas Björkman Magnus Larsson     | Andrei Medvedev Mats Wilander Jaime Yzaga Wayne Ferreira               |
| 13 de marzo | Lipton Championships Cayo Vizcaíno, Estados Unidos ATP Championship Series de una semana 2 250 000$ Dura                                  | Todd Woodbridge Mark Woodforde 6–3, 7–6                                               | Jim Grabb Patrick McEnroe                                               | Jonas Björkman Magnus Larsson     | Andrei Medvedev Mats Wilander Jaime Yzaga Wayne Ferreira               |
| 20 de marzo | Gran Premio Hassan II Casablanca, Marruecos Series Mundiales ATP 203 000$ Tierra Batida                                                   | Gilbert Schaller 6–4, 6–2                                                             | Albert Costa                                                            | Sjeng Schalken Álex López Morón   | Félix Mantilla Tomás Carbonell Stefano Pescosolido Marc-Kevin Goellner |
| 20 de marzo | Gran Premio Hassan II Casablanca, Marruecos Series Mundiales ATP 203 000$ Tierra Batida                                                   | Tomás Carbonell Francisco Roig 6–4, 6–1                                               | Emanuel Couto João Cunha-Silva                                          | Sjeng Schalken Álex López Morón   | Félix Mantilla Tomás Carbonell Stefano Pescosolido Marc-Kevin Goellner |
| 27 de marzo | Cuartos de Copa Davis Palermo, Italia – Tierra batida Växjö, Suecia – Moqueta (i) Moscú, Rusia – Moqueta (i) Utrecht, Países Bajos – Dura | Ganadores cuartos de final Estados Unidos 5-0 · Suecia 5-0 · Rusia 4-1 · Alemania 4-1 | Perdedores cuartos de final Italia · Austria · Sudáfrica · Países Bajos |                                   |                                                                        |

### Abril
| Semana      | Torneo | Campeones                                         | Finalistas                        | Semifinalistas                         | Cuartos de final                                                     |
| ----------- | --- | ------------------------------------------------- | --------------------------------- | -------------------------------------- | -------------------------------------------------------------------- |
| 3 de abril  | Torneo de Estoril Oeiras, Portugal Series Mundiales ATP 550 000$ Tierra Batida                                       | Thomas Muster 6–4, 6–2                            | Albert Costa                      | Emilio Sánchez Vicario Fabrice Santoro | Nuno Marques Javier Sánchez Vicario Gilbert Schaller Andrei Medvedev |
| 3 de abril  | Torneo de Estoril Oeiras, Portugal Series Mundiales ATP 550 000$ Tierra Batida                                       | Yevgeny Kafelnikov Andrei Olhovskiy 5–7, 7–5, 6–2 | Marc-Kevin Goellner Diego Nargiso | Emilio Sánchez Vicario Fabrice Santoro | Nuno Marques Javier Sánchez Vicario Gilbert Schaller Andrei Medvedev |
| 3 de abril  | Abierto de Suráfrica Johanesburgo, Suráfrica Series Mundiales 303,000$ Dura                                          | Martin Sinner 6–1, 6–4                            | Guillaume Raoux                   | Byron Black Jeremy Bates               | Lionel Roux Patrick Baur Jörn Renzenbrink Neville Godwin             |
| 3 de abril  | Abierto de Suráfrica Johanesburgo, Suráfrica Series Mundiales 303,000$ Dura                                          | Rodolphe Gilbert Guillaume Raoux 6–4 3–6 6–3      | Martin Sinner Joost Winnink       | Byron Black Jeremy Bates               | Lionel Roux Patrick Baur Jörn Renzenbrink Neville Godwin             |
| 10 de abril | Torneo Godó Barcelona, España Championship Series 775 000$ Tierra Batida                                             | Thomas Muster 6–2, 6–1, 6–4                       | Magnus Larsson                    | Yevgeny Kafelnikov Goran Ivanišević    | Carlos Costa Thierry Champion Alberto Berasategui Jordi Arrese       |
| 10 de abril | Torneo Godó Barcelona, España Championship Series 775 000$ Tierra Batida                                             | Trevor Kronemann David Macpherson 6–2, 6–4        | Andrea Gaudenzi Goran Ivanišević  | Yevgeny Kafelnikov Goran Ivanišević    | Carlos Costa Thierry Champion Alberto Berasategui Jordi Arrese       |
| 10 de abril | Abierto de Japón Toquio, Japón ATP Championship Series 935,000$ Dura                                                 | Jim Courier 6–4, 6–3                              | Andre Agassi                      | Wayne Ferreira Michael Chang           | Scott Draper Jonas Björkman Thomas Enqvist Jan Apell                 |
| 10 de abril | Abierto de Japón Toquio, Japón ATP Championship Series 935,000$ Dura                                                 | Mark Knowles Jonathan Stark 6-3, 3-6, 7-6         | John Fitzgerald Anders Järryd     | Wayne Ferreira Michael Chang           | Scott Draper Jonas Björkman Thomas Enqvist Jan Apell                 |
| 17 de abril | Abierto de Salem Hong Kong Series Mundiales 303,000$                                                                 | Michael Chang 6–3, 6–1                            | Jonas Björkman                    | Jim Courier Jan Apell                  | Kenneth Carlsen Alexander Volkov Thomas Enqvist Wayne Ferreira       |
| 17 de abril | Abierto de Salem Hong Kong Series Mundiales 303,000$                                                                 | Tommy Ho Mark Philippoussis 6–1, 6–7, 7–6         | John Fitzgerald Anders Järryd     | Jim Courier Jan Apell                  | Kenneth Carlsen Alexander Volkov Thomas Enqvist Wayne Ferreira       |
| 17 de abril | Philips Open Niza, Francia Series Mundiales 303,000$ Tierra Batida                                                   | Marc Rosset 6–4, 6–0                              | Yevgeny Kafelnikov                | Andrei Medvedev Albert Costa           | Cédric Pioline Richard Fromberg Mark Woodforde Tomás Carbonell       |
| 17 de abril | Philips Open Niza, Francia Series Mundiales 303,000$ Tierra Batida                                                   | Cyril Suk Daniel Vacek 3–6, 7–6, 7–6              | Luke Jensen David Wheaton         | Andrei Medvedev Albert Costa           | Cédric Pioline Richard Fromberg Mark Woodforde Tomás Carbonell       |
| 17 de abril | Abierto de Bermuda Bermuda, Bermuda Series Mundiales 303,000$ Tierra Batida                                          | Mauricio Hadad 7–6(7–5), 3–6, 6–4                 | Javier Frana                      | Bryan Shelton Vincent Spadea           | Michael Tebbutt Jamie Morgan Karsten Braasch Jason Stoltenberg       |
| 17 de abril | Abierto de Bermuda Bermuda, Bermuda Series Mundiales 303,000$ Tierra Batida                                          | Grant Connell Todd Martin 7–6, 2–6, 7–5           | Brett Steven Jason Stoltenberg    | Bryan Shelton Vincent Spadea           | Michael Tebbutt Jamie Morgan Karsten Braasch Jason Stoltenberg       |
| 24 de abril | Masters de Monte Carlo Roquebrune-Cap-Martin, Francia ATP Championship Series de una semana 1,545,000$ Tierra Batida | Thomas Muster 4–6, 5–7, 6–1, 7–6(8–6) 6–0         | Boris Becker                      | Andrea Gaudenzi Goran Ivanišević       | David Wheaton Sergi Bruguera Gilbert Schaller Richard Krajicek       |
| 24 de abril | Masters de Monte Carlo Roquebrune-Cap-Martin, Francia ATP Championship Series de una semana 1,545,000$ Tierra Batida | Jacco Eltingh Paul Haarhuis 6–3, 6–4              | Luis Lobo Javier Sánchez Vicario  | Andrea Gaudenzi Goran Ivanišević       | David Wheaton Sergi Bruguera Gilbert Schaller Richard Krajicek       |
| 24 de abril | Abierto de Seúl Seúl, Coreadel Sur Series Mundiales 203,000$ Dura                                                    | Greg Rusedski 6–4, 3–1, ret                       | Lars Rehmann                      | Kenneth Carlsen Bing Pan               | Alexander Volkov Tommy Ho Alexander Mronz Paul Wekesa                |
| 24 de abril | Abierto de Seúl Seúl, Coreadel Sur Series Mundiales 203,000$ Dura                                                    | Sébastien Lareau Jeff Tarango 6–3, 6–2            | Joshua Eagle Andrew Florent       | Kenneth Carlsen Bing Pan               | Alexander Volkov Tommy Ho Alexander Mronz Paul Wekesa                |

### Mayo
| Semana                 | Torneo | Campeones                                                    | Finalistas                              | Semifinalistas                            | Cuartos de final                                           |
| ---------------------- | --- | ------------------------------------------------------------ | --------------------------------------- | ----------------------------------------- | ---------------------------------------------------------- |
| 1 de mayo              | BMW Open Múnich, Alemania Series Mundiales ATP 400 000$ Tierra Batida                                             | Wayne Ferreira 7–5, 7–6(8–6)                                 | Michael Stich                           | Marcelo Filippini Àlex Corretja           | Gilbert Schaller Stefan Edberg Oliver Gross Sjeng Schalken |
| 1 de mayo              | BMW Open Múnich, Alemania Series Mundiales ATP 400 000$ Tierra Batida                                             | Trevor Kronemann David Macpherson 6–3, 6–4                   | Luis Lobo Javier Sánchez Vicario        | Marcelo Filippini Àlex Corretja           | Gilbert Schaller Stefan Edberg Oliver Gross Sjeng Schalken |
| 1 de mayo              | AT&T Challenge Atlanta, EE. UU. Series Mundiales ATP 303 000$ Tierra batida                                       | Michael Chang 6–2, 6–7(6–8), 6–4                             | Andre Agassi                            | Magnus Larsson Todd Martin                | Christian Ruud Mats Wilander Brett Steven Jordi Arrese     |
| 1 de mayo              | AT&T Challenge Atlanta, EE. UU. Series Mundiales ATP 303 000$ Tierra batida                                       | Sergio Casal Emilio Sánchez Vicario 6–7, 6–3, 7–6            | Jared Palmer Richey Reneberg            | Magnus Larsson Todd Martin                | Christian Ruud Mats Wilander Brett Steven Jordi Arrese     |
| 8 de mayo              | Abierto de Alemania Hamburgo, Alemania ATP Championship Series, una semana 1,545,000$ Tierra batida               | Andrei Medvedev 6–3, 6–2, 6–1                                | Goran Ivanišević                        | Sergi Bruguera Pete Sampras               | Andre Agassi Marc Rosset Andrea Gaudenzi Wayne Ferreira    |
| 8 de mayo              | Abierto de Alemania Hamburgo, Alemania ATP Championship Series, una semana 1,545,000$ Tierra batida               | Wayne Ferreira Yevgeny Kafelnikov 6–1, 7–6                   | Byron Black Andrei Olhovskiy            | Sergi Bruguera Pete Sampras               | Andre Agassi Marc Rosset Andrea Gaudenzi Wayne Ferreira    |
| 8 de mayo              | USTA Clay Court Classic Pinehurst, Carolina del Norte, Estados Unidos Series Mundiales 264,250$ Tierra batida     | Thomas Enqvist 6–3, 3–6, 6–3                                 | Javier Frana                            | Magnus Larsson David Wheaton              | Jared Palmer Jakob Hlasek Jordi Arrese Fernando Meligeni   |
| 8 de mayo              | USTA Clay Court Classic Pinehurst, Carolina del Norte, Estados Unidos Series Mundiales 264,250$ Tierra batida     | Todd Woodbridge Mark Woodforde 6–2, 6–4                      | Alex O'Brien Sandon Stolle              | Magnus Larsson David Wheaton              | Jared Palmer Jakob Hlasek Jordi Arrese Fernando Meligeni   |
| 13 de mayo             | Abierto de Italia Roma, Italia ATP Championship Series de una semana 1,750,000$ Tierra Batida                     | Thomas Muster 3–6, 7–6(7–5), 6–2, 6–3                        | Sergi Bruguera                          | Goran Ivanišević Wayne Ferreira           | Jonas Björkman Jeff Tarango Stefan Edberg Michael Chang    |
| 13 de mayo             | Abierto de Italia Roma, Italia ATP Championship Series de una semana 1,750,000$ Tierra Batida                     | Cyril Suk Daniel Vacek 6–3, 6–4                              | Jan Apell Jonas Björkman                | Goran Ivanišević Wayne Ferreira           | Jonas Björkman Jeff Tarango Stefan Edberg Michael Chang    |
| 13 de mayo             | International Tennis Championships Coral Springs, Florida, Estados Unidos Series Mundiales 230,000$ Tierra batida | Todd Woodbridge 6–4, 6–2                                     | Greg Rusedski                           | Javier Frana Mark Woodforde               | Nicolás Pereira Hernán Gumy Brett Steven Thomas Enqvist    |
| 13 de mayo             | International Tennis Championships Coral Springs, Florida, Estados Unidos Series Mundiales 230,000$ Tierra batida | Todd Woodbridge Mark Woodforde 6–3, 6–1                      | Sergio Casal Emilio Sánchez Vicario     | Javier Frana Mark Woodforde               | Nicolás Pereira Hernán Gumy Brett Steven Thomas Enqvist    |
| 22 de mayo             | Copa Mundial por Equipos Düsseldorf, Alemania 1,550,000$ Tierra batida                                            | Suecia · 2-1                                                 | Croacia                                 |                                           |                                                            |
| 22 de mayo             | Internazionali di Carisbo Bolonia, Italia Series Mundailes 303,000 Tierra Batida                                  | Marcelo Ríos 6–2, 6–4                                        | Marcelo Filippini                       | Mark Philippoussis Javier Sánchez Vicario | Gilbert Schaller Karim Alami Jordi Burillo Slava Doseděl   |
| 22 de mayo             | Internazionali di Carisbo Bolonia, Italia Series Mundailes 303,000 Tierra Batida                                  | Byron Black Jonathan Stark 7–5, 6–3                          | Libor Pimek Vincent Spadea              | Mark Philippoussis Javier Sánchez Vicario | Gilbert Schaller Karim Alami Jordi Burillo Slava Doseděl   |
| 29 de mayo 11 de junio | Roland Garros París, Francia Grand Slam 4,941,266$ Tierra Batida                                                  | Thomas Muster 7–5, 6–2, 6–4                                  | Michael Chang                           | Yevgeny Kafelnikov Sergi Bruguera         | Andre Agassi Albert Costa Adrian Voinea Renzo Furlan       |
| 29 de mayo 11 de junio | Roland Garros París, Francia Grand Slam 4,941,266$ Tierra Batida                                                  | Jacco Eltingh Paul Haarhuis 6–7, 6–4, 6–1                    | Nicklas Kulti Magnus Larsson            | Yevgeny Kafelnikov Sergi Bruguera         | Andre Agassi Albert Costa Adrian Voinea Renzo Furlan       |
| 29 de mayo 11 de junio | Roland Garros París, Francia Grand Slam 4,941,266$ Tierra Batida                                                  | Todd Woodbridge Larisa Savchenko-Neiland 7–6(10–8), 7–6(7–4) | John-Laffnie de Jager Jill Hetherington | Yevgeny Kafelnikov Sergi Bruguera         | Andre Agassi Albert Costa Adrian Voinea Renzo Furlan       |

### Junio
| Semana                 | Torneo                                                                                       | Campeones                                    | Finalistas                          | Semifinalistas                    | Cuartos de final                                                  |
| ---------------------- | -------------------------------------------------------------------------------------------- | -------------------------------------------- | ----------------------------------- | --------------------------------- | ----------------------------------------------------------------- |
| 12 de junio            | Ordina Open Rosmalen, Países Bajos Series Mundiales 303,000$ Hierba                          | Karol Kučera 7–6(9–7), 7–6(7–4)              | Anders Järryd                       | Brett Steven Henrik Holm          | Richard Krajicek Richey Reneberg Paul Haarhuis Diego Nargiso      |
| 12 de junio            | Ordina Open Rosmalen, Países Bajos Series Mundiales 303,000$ Hierba                          | Richard Krajicek Jan Siemerink 7–5, 6–3      | Hendrik Jan Davids Andrei Olhovskiy | Brett Steven Henrik Holm          | Richard Krajicek Richey Reneberg Paul Haarhuis Diego Nargiso      |
| 12 de junio            | Abierto de Oporto Maia, Portugal Series Mundiales 303,000$ Tierra Batida                     | Alberto Berasategui 3–6, 6–3, 6–4            | Carlos Costa                        | Francisco Clavet Hernán Gumy      | Filip Dewulf Richard Fromberg Carsten Arriens Jordi Arrese        |
| 12 de junio            | Abierto de Oporto Maia, Portugal Series Mundiales 303,000$ Tierra Batida                     | Tomás Carbonell Francisco Roig 6–3, 7–6      | Jordi Arrese Àlex Corretja          | Francisco Clavet Hernán Gumy      | Filip Dewulf Richard Fromberg Carsten Arriens Jordi Arrese        |
| 12 de junio            | Queen's Club Championships Londres, Gran Bretaña Series Mundiales ATP 600 000$ Hierba        | Pete Sampras 7–6(7–3), 7–6(8–6)              | Guy Forget                          | Marc-Kevin Goellner Boris Becker  | Sandon Stolle Derrick Rostagno Goran Ivanišević Jason Stoltenberg |
| 12 de junio            | Queen's Club Championships Londres, Gran Bretaña Series Mundiales ATP 600 000$ Hierba        | Todd Martin Pete Sampras 7–6, 6–4            | Jan Apell Jonas Björkman            | Marc-Kevin Goellner Boris Becker  | Sandon Stolle Derrick Rostagno Goran Ivanišević Jason Stoltenberg |
| 19 de junio            | Hypo Group Tennis International St. Poelten, Austria Series Mundiales $350,000 Tierra batida | Thomas Muster 6–3, 3–6, 6–1                  | Bohdan Ulihrach                     | Stefano Pescosolido Slava Doseděl | Rodolphe Gilbert Gilbert Schaller Carlos Moyá Jordi Burillo       |
| 19 de junio            | Hypo Group Tennis International St. Poelten, Austria Series Mundiales $350,000 Tierra batida | Bill Behrens Matt Lucena 7–5, 6–4            | Libor Pimek Byron Talbot            | Stefano Pescosolido Slava Doseděl | Rodolphe Gilbert Gilbert Schaller Carlos Moyá Jordi Burillo       |
| 19 de junio            | Abierto Gerry Weber Halle, Almania Series Mundiales 700,000$ Hierba                          | Marc Rosset 3–6, 7–6(13–11), 7–6(10–8)       | Michael Stich                       | Paul Haarhuis Jacco Eltingh       | Yevgeny Kafelnikov Richey Reneberg Jimmy Connors Brett Steven     |
| 19 de junio            | Abierto Gerry Weber Halle, Almania Series Mundiales 700,000$ Hierba                          | Jacco Eltingh Paul Haarhuis 6–2, 3–6, 6–3    | Yevgeny Kafelnikov Andrei Olhovskiy | Paul Haarhuis Jacco Eltingh       | Yevgeny Kafelnikov Richey Reneberg Jimmy Connors Brett Steven     |
| 19 de junio            | Abierto de Nottingham Nottingham, Gran Bretaña Series Mundiales ATP 303 000$ Hierba          | Javier Frana 7–6(7–4), 6–3                   | Todd Woodbridge                     | Byron Black Mark Woodforde        | Tommy Ho Alexander Volkov Shuzo Matsuoka Tim Henman               |
| 19 de junio            | Abierto de Nottingham Nottingham, Gran Bretaña Series Mundiales ATP 303 000$ Hierba          | Luke Jensen Murphy Jensen 6–2, 6–4           | Patrick Galbraith Danie Visser      | Byron Black Mark Woodforde        | Tommy Ho Alexander Volkov Shuzo Matsuoka Tim Henman               |
| 26 de junio 9 de julio | Torneo de Wimbledon Londres, Gran Bretaña Grand Slam 2,837,830$ Hierba                       | Pete Sampras 6–7(5–7), 6–2, 6–4, 6–2         | Boris Becker                        | Andre Agassi Goran Ivanišević     | Jacco Eltingh Cédric Pioline Yevgeny Kafelnikov Shuzo Matsuoka    |
| 26 de junio 9 de julio | Torneo de Wimbledon Londres, Gran Bretaña Grand Slam 2,837,830$ Hierba                       | Todd Woodbridge Mark Woodforde 7–5, 7–6, 7–6 | Rick Leach Scott Melville           | Andre Agassi Goran Ivanišević     | Jacco Eltingh Cédric Pioline Yevgeny Kafelnikov Shuzo Matsuoka    |
| 26 de junio 9 de julio | Torneo de Wimbledon Londres, Gran Bretaña Grand Slam 2,837,830$ Hierba                       | Jonathan Stark Martina Navratilova 6–4, 6–4  | Cyril Suk Gigi Fernández            | Andre Agassi Goran Ivanišević     | Jacco Eltingh Cédric Pioline Yevgeny Kafelnikov Shuzo Matsuoka    |

### Julio
| Semana      | Torneo                                                                                                | Campeones                                        | Finalistas                   | Semifinalistas                   | Cuartos de final                                                       |
| ----------- | --- | ------------------------------------------------ | ---------------------------- | -------------------------------- | ---------------------------------------------------------------------- |
| 10 de julio | Abierto Investor de Båstad Bastad, Suecia Series Mundiales ATP 303 000$ Tierra Batida                 | Fernando Meligeni 6–4, 6–4                       | Christian Ruud               | Kris Goossens Carlos Costa       | Marc-Kevin Goellner Frederik Fetterlein Tomás Carbonell Magnus Norman  |
| 10 de julio | Abierto Investor de Båstad Bastad, Suecia Series Mundiales ATP 303 000$ Tierra Batida                 | Jan Apell Jonas Björkman 6–3, 6–0                | Jon Ireland Andrew Kratzmann | Kris Goossens Carlos Costa       | Marc-Kevin Goellner Frederik Fetterlein Tomás Carbonell Magnus Norman  |
| 10 de julio | Abierto Rado Gstaad, Suiza Series Mundiales ATP 525 000$ Tierra Batida                                | Yevgeny Kafelnikov 6–3, 6–4, 3–6, 6–3            | Jakob Hlasek                 | Marc Rosset Sergi Bruguera       | Marcelo Ríos Arnaud Boetsch Javier Sánchez Vicario Andrea Gaudenzi     |
| 10 de julio | Abierto Rado Gstaad, Suiza Series Mundiales ATP 525 000$ Tierra Batida                                | Luis Lobo Javier Sánchez Vicario 6–7, 7–6, 7–6   | Arnaud Boetsch Marc Rosset   | Marc Rosset Sergi Bruguera       | Marcelo Ríos Arnaud Boetsch Javier Sánchez Vicario Andrea Gaudenzi     |
| 10 de julio | Campeonato de tennis Hall of Fame Tennis Newport, Estados Unidos Series Mundiales ATP 230 000$ Hierba | David Prinosil 7–6(7–3), 5–7, 6–2                | David Wheaton                | Byron Black Derrick Rostagno     | Laurence Tieleman Chris Wilkinson Todd Woodbridge Marcos Ondruska      |
| 10 de julio | Campeonato de tennis Hall of Fame Tennis Newport, Estados Unidos Series Mundiales ATP 230 000$ Hierba | Jörn Renzenbrink Markus Zoecke 6–1, 6–2          | Paul Kilderry Nuno Marques   | Byron Black Derrick Rostagno     | Laurence Tieleman Chris Wilkinson Todd Woodbridge Marcos Ondruska      |
| 17 de julio | Mercedes Cup Stuttgart, Alemania ATP Championship Series 915 000$ Tierra Batida                       | Thomas Muster 6–2, 6–2                           | Jan Apell                    | Sergi Bruguera Arnaud Boetsch    | Tomás Carbonell Carl-Uwe Steeb Albert Costa Magnus Gustafsson          |
| 17 de julio | Mercedes Cup Stuttgart, Alemania ATP Championship Series 915 000$ Tierra Batida                       | Tomás Carbonell Francisco Roig 3-6, 6-3, 6-4     | Ellis Ferreira Jan Siemerink | Sergi Bruguera Arnaud Boetsch    | Tomás Carbonell Carl-Uwe Steeb Albert Costa Magnus Gustafsson          |
| 17 de julio | Legg Mason Tennis Classic Washington D.C., Estados Unidos Championship Series 550,000$ Dura           | Andre Agassi 6–4, 2–6, 7–5                       | Stefan Edberg                | Todd Martin Patrick Rafter       | Mauricio Hadad Jason Stoltenberg Patrick McEnroe Cristiano Caratti     |
| 17 de julio | Legg Mason Tennis Classic Washington D.C., Estados Unidos Championship Series 550,000$ Dura           | Olivier Delaître Jeff Tarango 1-6, 6-3, 6-2      | Petr Korda Cyril Suk         | Todd Martin Patrick Rafter       | Mauricio Hadad Jason Stoltenberg Patrick McEnroe Cristiano Caratti     |
| 24 de julio | Abierto de Canadá Montreal, Canadá ATP Championship Series de una semana $1,545,000 Dura              | Andre Agassi 3–6, 6–2, 6–3                       | Pete Sampras                 | Mats Wilander Thomas Enqvist     | MaliVai Washington Yevgeny Kafelnikov Michael Chang Michael Stich      |
| 24 de julio | Abierto de Canadá Montreal, Canadá ATP Championship Series de una semana $1,545,000 Dura              | Yevgeny Kafelnikov Andrei Olhovskiy 6–4, 6–4     | Brian MacPhie Sandon Stolle  | Mats Wilander Thomas Enqvist     | MaliVai Washington Yevgeny Kafelnikov Michael Chang Michael Stich      |
| 24 de julio | Abierto de Países Bajos Ámsterdam, Países Bajos Series Mundiales 475 000$ Tierra batida               | Marcelo Ríos 6–4, 7–5, 6–4                       | Jan Siemerink                | Carlos Costa Gilbert Schaller    | Marcelo Filippini Bernd Karbacher Bohdan Ulihrach Karel Nováček        |
| 24 de julio | Abierto de Países Bajos Ámsterdam, Países Bajos Series Mundiales 475 000$ Tierra batida               | Marcelo Ríos Sjeng Schalken 7–6, 6–2             | Wayne Arthurs Neil Broad     | Carlos Costa Gilbert Schaller    | Marcelo Filippini Bernd Karbacher Bohdan Ulihrach Karel Nováček        |
| 31 de julio | Infiniti Open Los Ángeles, Estados Unidos Series Mundiales ATP 303 000$ Dura                          | Michael Stich 6–7(7–9), 7–6(7–4), 6–2            | Thomas Enqvist               | Goran Ivanišević Jakob Hlasek    | Marcos Ondruska Michael Joyce Patrick Rafter Alexander Volkov          |
| 31 de julio | Infiniti Open Los Ángeles, Estados Unidos Series Mundiales ATP 303 000$ Dura                          | Brent Haygarth Kent Kinnear 6–4, 7–6             | Scott Davis Goran Ivanišević | Goran Ivanišević Jakob Hlasek    | Marcos Ondruska Michael Joyce Patrick Rafter Alexander Volkov          |
| 31 de julio | Generali Open Kitzbühel, Austria Series Mundiales 400,000$ Tierra Batida                              | Albert Costa 4–6, 6–4, 7–6(7–3), 2–6, 6–4        | Thomas Muster                | Gilbert Schaller Bernd Karbacher | Sándor Noszály Alberto Berasategui Andrea Gaudenzi Stefano Pescosolido |
| 31 de julio | Generali Open Kitzbühel, Austria Series Mundiales 400,000$ Tierra Batida                              | Francisco Montana Greg Van Emburgh 6-7, 6-3, 7-6 | Jordi Arrese Wayne Arthurs   | Gilbert Schaller Bernd Karbacher | Sándor Noszály Alberto Berasategui Andrea Gaudenzi Stefano Pescosolido |
| 31 de julio | Skoda Czech Open Praga, República Checa ATP Series Mundiales 340,000$ Tierra Batida                   | Bohdan Ulihrach 6–2, 6–2                         | Javier Sánchez Vicario       | Albert Portas Nicklas Kulti      | Marc Rosset Karim Alami Gastón Etlis Mariano Zabaleta                  |
| 31 de julio | Skoda Czech Open Praga, República Checa ATP Series Mundiales 340,000$ Tierra Batida                   | Libor Pimek Byron Talbot 7–5, 1–6, 7–6           | Jiří Novák David Rikl        | Albert Portas Nicklas Kulti      | Marc Rosset Karim Alami Gastón Etlis Mariano Zabaleta                  |

### Agosto
| Semana                        | Torneo | Campeones                                       | Finalistas                     | Semifinalistas                   | Cuartos de final                                                          |
| ----------------------------- | --- | ----------------------------------------------- | ------------------------------ | -------------------------------- | ------------------------------------------------------------------------- |
| 7 de agosto                   | Great American Insurance ATP Championships Mason, EE. UU. ATP Championship Series, una semana 1 545 000$ Dura       | Andre Agassi 7–5, 6–2                           | Michael Chang                  | Thomas Enqvist Michael Stich     | Renzo Furlan Goran Ivanišević Jim Courier Pete Sampras                    |
| 7 de agosto                   | Great American Insurance ATP Championships Mason, EE. UU. ATP Championship Series, una semana 1 545 000$ Dura       | Todd Woodbridge Mark Woodforde 6–2, 3–0 retired | Mark Knowles Daniel Nestor     | Thomas Enqvist Michael Stich     | Renzo Furlan Goran Ivanišević Jim Courier Pete Sampras                    |
| 7 de agosto                   | Internazionali di Tennis di San Marino Ciudad de San Marino, San Marino Series Mundiales ATP 303 000$ Tierra Batida | Thomas Muster 6–2, 6–0                          | Andrea Gaudenzi                | Stefano Pescosolido Filip Dewulf | Adrian Voinea Albert Costa Diego Nargiso Ctislav Doseděl                  |
| 7 de agosto                   | Internazionali di Tennis di San Marino Ciudad de San Marino, San Marino Series Mundiales ATP 303 000$ Tierra Batida | Jordi Arrese Andrew Kratzmann 7–6, 3–6, 6–2     | Pablo Albano Federico Mordegan | Stefano Pescosolido Filip Dewulf | Adrian Voinea Albert Costa Diego Nargiso Ctislav Doseděl                  |
| 14 de agosto                  | RCA Championships Indianápolis, Estados Unidos Championship Series 915 000$ Dura                                    | Thomas Enqvist 6–4, 6–3                         | Bernd Karbacher                | Pete Sampras Goran Ivanišević    | Andrei Medvedev Richey Reneberg Jérôme Golmard Alberto Berasategui        |
| 14 de agosto                  | RCA Championships Indianápolis, Estados Unidos Championship Series 915 000$ Dura                                    | Mark Knowles Daniel Nestor 6-4, 6-4             | Scott Davis Todd Martin        | Pete Sampras Goran Ivanišević    | Andrei Medvedev Richey Reneberg Jérôme Golmard Alberto Berasategui        |
| 14 de agosto                  | Volvo International New Haven, EE. UU. ATP Championship Series 915 000$ Dura                                        | Andre Agassi 3–6, 7–6(7–2), 6–3                 | Richard Krajicek               | Mats Wilander Yevgeny Kafelnikov | Sergi Bruguera Marc Rosset Albert Chang Boris Becker                      |
| 14 de agosto                  | Volvo International New Haven, EE. UU. ATP Championship Series 915 000$ Dura                                        | Rick Leach Scott Melville 7-6, 6-4              | Leander Paes Nicolás Pereira   | Mats Wilander Yevgeny Kafelnikov | Sergi Bruguera Marc Rosset Albert Chang Boris Becker                      |
| 21 de agosto                  | Waldbaum's Hamlet Cup Long Island, EE. UU. Series Mundiales 303,000$ Dura                                           | Yevgeny Kafelnikov 7–6(7–0), 6–2                | Jan Siemerink                  | Marc Rosset Renzo Furlan         | Shuzo Matsuoka Cédric Pioline MaliVai Washington Todd Woodbridge          |
| 21 de agosto                  | Waldbaum's Hamlet Cup Long Island, EE. UU. Series Mundiales 303,000$ Dura                                           | Cyril Suk Daniel Vacek 5–7, 7–6, 7–6            | Rick Leach Scott Melville      | Marc Rosset Renzo Furlan         | Shuzo Matsuoka Cédric Pioline MaliVai Washington Todd Woodbridge          |
| 21 de agosto                  | Campeonato Internacional de Croacia Umag, Croacia Series Mundiales ATP 375 000$ Tierra Batida                       | Thomas Muster 3–6, 7–6(7–5), 6–4                | Carlos Costa                   | Francisco Clavet Andrea Gaudenzi | Jordi Arrese Magnus Gustafsson Javier Sánchez Vicario Alberto Berasategui |
| 21 de agosto                  | Campeonato Internacional de Croacia Umag, Croacia Series Mundiales ATP 375 000$ Tierra Batida                       | Luis Lobo Javier Sánchez Vicario 6–4, 6–0       | David Ekerot László Markovits  | Francisco Clavet Andrea Gaudenzi | Jordi Arrese Magnus Gustafsson Javier Sánchez Vicario Alberto Berasategui |
| 28 de agosto 10 de septiembre | Abierto de Estados Unidos Flushing, New York, Estados Unidos Grand Slam 4 282 400$ Dura                             | Pete Sampras 6–4, 6–3, 4–6, 7–5                 | Andre Agassi                   | Boris Becker Jim Courier         | Petr Korda Patrick McEnroe Michael Chang Byron Black                      |
| 28 de agosto 10 de septiembre | Abierto de Estados Unidos Flushing, New York, Estados Unidos Grand Slam 4 282 400$ Dura                             | Todd Woodbridge Mark Woodforde 6–3, 6–3         | Alex O'Brien Sandon Stolle     | Boris Becker Jim Courier         | Petr Korda Patrick McEnroe Michael Chang Byron Black                      |
| 28 de agosto 10 de septiembre | Abierto de Estados Unidos Flushing, New York, Estados Unidos Grand Slam 4 282 400$ Dura                             | Matt Lucena Meredith McGrath 6–4, 6–4           | Cyril Suk Gigi Fernández       | Boris Becker Jim Courier         | Petr Korda Patrick McEnroe Michael Chang Byron Black                      |

### Septiembre
| Semana           | Torneo                                                                                       | Campeones                                                | Finalistas                                   | Semifinalistas                 | Cuartos de final                                                   |
| ---------------- | -------------------------------------------------------------------------------------------- | -------------------------------------------------------- | -------------------------------------------- | ------------------------------ | ------------------------------------------------------------------ |
| 11 de septiembre | Grand Prix Passing Shot Burdeos, Francia Series Mundailes 375,000$ Tierra batida             | Yahiya Doumbia 6–4, 6–4                                  | Jakob Hlasek                                 | Jason Stoltenberg Lionel Roux  | Goran Ivanišević Olivier Delaître Guillaume Raoux Ronald Agénor    |
| 11 de septiembre | Grand Prix Passing Shot Burdeos, Francia Series Mundailes 375,000$ Tierra batida             | Saša Hiršzon Goran Ivanišević 6–3, 6–4                   | Henrik Holm Danny Sapsford                   | Jason Stoltenberg Lionel Roux  | Goran Ivanišević Olivier Delaître Guillaume Raoux Ronald Agénor    |
| 11 de septiembre | Abierto de Bogotá Bogotá, Colombia Series Mundiales 303,000$ Tierra batida                   | Nicolás Lapentti 2–6, 6–1, 6–4                           | Miguel Tobón                                 | Fernando Meligeni Luis Morejón | Hernán Gumy Karim Alami Marcelo Ríos Alberto Berasategui           |
| 11 de septiembre | Abierto de Bogotá Bogotá, Colombia Series Mundiales 303,000$ Tierra batida                   | Jiří Novák David Rikl 7–6, 6–2                           | Steve Campbell MaliVai Washington            | Fernando Meligeni Luis Morejón | Hernán Gumy Karim Alami Marcelo Ríos Alberto Berasategui           |
| 11 de septiembre | Abierto de Rumanía Bucarest, Rumanía Series Mundiales ATP 1,350,000$ Tierra Batida           | Thomas Muster 6–3, 6–4                                   | Gilbert Schaller                             | Sándor Noszály Christian Ruud  | Arnaud Boetsch Sergi Bruguera Andrea Gaudenzi Jordi Arrese         |
| 11 de septiembre | Abierto de Rumanía Bucarest, Rumanía Series Mundiales ATP 1,350,000$ Tierra Batida           | Mark Keil Jeff Tarango 6–4, 7–6                          | Cyril Suk Daniel Vacek                       | Sándor Noszály Christian Ruud  | Arnaud Boetsch Sergi Bruguera Andrea Gaudenzi Jordi Arrese         |
| 18 de septiembre | Copa Davis Semifinales Las Vegas (Nevada), EE. UU. – Dura Moscú, Rusia – Tierra batida       | Ganadores de la semifinal Estados Unidos 4-1 · Rusia 3-2 | Perdedores de la semifinal Suecia · Alemania |                                |                                                                    |
| 25 de septiembre | Davidoff Swiss Indoors Basilea, Suiza Series Mundiales ATP 975,000$ Dura                     | Jim Courier 6–7(2–7), 7–6(7–5), 5–7, 6–2, 7–5            | Jan Siemerink                                | Boris Becker Greg Rusedski     | Stefan Edberg Petr Korda Martin Damm Jason Stoltenberg             |
| 25 de septiembre | Cyril Suk Daniel Vacek 3–6, 6–3, 6–3                                                         | Mark Keil Peter Nyborg                                   |                                              | Boris Becker Greg Rusedski     | Stefan Edberg Petr Korda Martin Damm Jason Stoltenberg             |
| 25 de septiembre | Campionati Internazionali di Sicilia Palermo, Italia Series Mundiales 303,000$ Tierra batida | Francisco Clavet 6–7(2–7), 6–3, 7–6(7–1)                 | Jordi Burillo                                | Hernán Gumy Omar Camporese     | Fabrice Santoro Tomás Carbonell Marc-Kevin Goellner Sjeng Schalken |
| 25 de septiembre | Campionati Internazionali di Sicilia Palermo, Italia Series Mundiales 303,000$ Tierra batida | Àlex Corretja Fabrice Santoro 6–7, 6–4, 6–3              | Hendrik Jan Davids Piet Norval               | Hernán Gumy Omar Camporese     | Fabrice Santoro Tomás Carbonell Marc-Kevin Goellner Sjeng Schalken |

### Octubre
| Semana        | Torneo                                                                                     | Campeones                                         | Finalistas                           | Semifinalistas                    | Cuartos de final                                                       |
| ------------- | ------------------------------------------------------------------------------------------ | ------------------------------------------------- | ------------------------------------ | --------------------------------- | ---------------------------------------------------------------------- |
| 2 de octubre  | Salem Open Kuala Lumpur Kuala Lumpur, Malasia Series Mundiales 389,250$                    | Marcelo Ríos 7–6(8–6), 6–2                        | Mark Philippoussis                   | Cristiano Caratti Patrick McEnroe | Richard Krajicek Jacco Eltingh Renzo Furlan Paul Haarhuis              |
| 2 de octubre  | Salem Open Kuala Lumpur Kuala Lumpur, Malasia Series Mundiales 389,250$                    | Patrick McEnroe Mark Philippoussis 7–5, 6–4       | Grant Connell Patrick Galbraith      | Cristiano Caratti Patrick McEnroe | Richard Krajicek Jacco Eltingh Renzo Furlan Paul Haarhuis              |
| 2 de octubre  | Gran Premio de Tenis de Toulousse Toulousse, Francia Series Mundiales ATP 375,000$ Moqueta | Arnaud Boetsch 6–4, 6–7(5–7), 6–0                 | Jim Courier                          | Cédric Pioline Marc Rosset        | Karol Kučera Daniel Vacek Filip Dewulf Jared Palmer                    |
| 2 de octubre  | Gran Premio de Tenis de Toulousse Toulousse, Francia Series Mundiales ATP 375,000$ Moqueta | Jonas Björkman John-Laffnie de Jager 7–6, 7–6     | Dave Randall Greg Van Emburgh        | Cédric Pioline Marc Rosset        | Karol Kučera Daniel Vacek Filip Dewulf Jared Palmer                    |
| 2 de octubre  | Torneo de Valencia Valencia, España Series Mundiales 203,000$ Tierra batida                | Sjeng Schalken 6–4, 6–2                           | Gilbert Schaller                     | Félix Mantilla Hernán Gumy        | Alberto Berasategui Magnus Gustafsson Richard Fromberg Tomás Carbonell |
| 2 de octubre  | Torneo de Valencia Valencia, España Series Mundiales 203,000$ Tierra batida                | Tomás Carbonell Francisco Roig 7–5, 6–3           | Tom Kempers Jack Waite               | Félix Mantilla Hernán Gumy        | Alberto Berasategui Magnus Gustafsson Richard Fromberg Tomás Carbonell |
| 9 de octubre  | Tokyo Indoor Toquio, Japón ATP Championship Series 895,000$ Moqueta                        | Michael Chang 6–3, 6–4                            | Mark Philippoussis                   | Henrik Holm Hendrik Dreekmann     | Alexander Volkov Byron Black Richard Krajicek Goran Ivanišević         |
| 9 de octubre  | Tokyo Indoor Toquio, Japón ATP Championship Series 895,000$ Moqueta                        | Jacco Eltingh Paul Haarhuis 7–6, 6–4              | Jakob Hlasek Patrick McEnroe         | Henrik Holm Hendrik Dreekmann     | Alexander Volkov Byron Black Richard Krajicek Goran Ivanišević         |
| 9 de octubre  | Torneo de Tel Aviv Tel Aviv, Israel Series Mundiales 250,000$ Dura                         | Ján Krošlák 6–3, 6–4                              | Javier Sánchez Vicario               | Stefano Pescosolido David Wheaton | Frederik Fetterlein Jared Palmer Radomír Vašek Jason Stoltenberg       |
| 9 de octubre  | Torneo de Tel Aviv Tel Aviv, Israel Series Mundiales 250,000$ Dura                         | Jim Grabb Jared Palmer 6–4, 7–5                   | Kent Kinnear David Wheaton           | Stefano Pescosolido David Wheaton | Frederik Fetterlein Jared Palmer Radomír Vašek Jason Stoltenberg       |
| 9 de octubre  | IPB Czech Indoor Ostrava, República Checa Series Mundiales 375,000$ Dura                   | Wayne Ferreira 3–6, 6–4, 6–3                      | MaliVai Washington                   | Patrik Kühnen Arnaud Boetsch      | Joost Winnink Patrick Rafter Andrei Medvedev Jonas Björkman            |
| 9 de octubre  | IPB Czech Indoor Ostrava, República Checa Series Mundiales 375,000$ Dura                   | Jonas Björkman Javier Frana 6–7, 6–4, 7–6         | Guy Forget Patrick Rafter            | Patrik Kühnen Arnaud Boetsch      | Joost Winnink Patrick Rafter Andrei Medvedev Jonas Björkman            |
| 16 de octubre | Grand Prix de Tennis de Lyon Lyon, Francia Series Mundiales 575,000$ Moqueta               | Wayne Ferreira 7–6(7–2), 5–7, 6–3                 | Pete Sampras                         | Todd Martin Yevgeny Kafelnikov    | Maxime Huard Patrick Rafter David Prinosil Cédric Pioline              |
| 16 de octubre | Grand Prix de Tennis de Lyon Lyon, Francia Series Mundiales 575,000$ Moqueta               | Jakob Hlasek Yevgeny Kafelnikov 6–3, 6–3          | John-Laffnie de Jager Wayne Ferreira | Todd Martin Yevgeny Kafelnikov    | Maxime Huard Patrick Rafter David Prinosil Cédric Pioline              |
| 16 de octubre | CA-TennisTrophy Viena, Austria ATP Championship Series 465,000$ Moqueta                    | Filip Dewulf 7–5, 6–2, 1–6, 7–5                   | Thomas Muster                        | Todd Woodbridge Jonas Björkman    | Alexander Volkov Michael Stich Oleg Ogorodov Jeff Tarango              |
| 16 de octubre | CA-TennisTrophy Viena, Austria ATP Championship Series 465,000$ Moqueta                    | Ellis Ferreira Jan Siemerink 6–4 7–5              | Todd Woodbridge Mark Woodforde       | Todd Woodbridge Jonas Björkman    | Alexander Volkov Michael Stich Oleg Ogorodov Jeff Tarango              |
| 16 de octubre | Nokia Open Pekín, China Series Mundiales 303,000$ Moqueta                                  | Michael Chang 7–5, 6–3                            | Renzo Furlan                         | David Nainkin Shuzo Matsuoka      | Michael Tebbutt Leander Paes Scott Draper Gianluca Pozzi               |
| 16 de octubre | Nokia Open Pekín, China Series Mundiales 303,000$ Moqueta                                  | Tommy Ho Sébastien Lareau 7–6, 7–6                | Dick Norman Fernon Wibier            | David Nainkin Shuzo Matsuoka      | Michael Tebbutt Leander Paes Scott Draper Gianluca Pozzi               |
| 23 de octubre | Eurocard Open Essen, Alemania ATP Championship Series de un semana 1,844,000$ Moqueta      | Thomas Muster 7–6(8–6), 2–6, 6–3, 6–4             | MaliVai Washington                   | Arnaud Boetsch Pete Sampras       | Thomas Enqvist Richard Krajicek Sergi Bruguera Jim Courier             |
| 23 de octubre | Eurocard Open Essen, Alemania ATP Championship Series de un semana 1,844,000$ Moqueta      | Jacco Eltingh Paul Haarhuis 7-5, 6-4              | Cyril Suk Daniel Vacek               | Arnaud Boetsch Pete Sampras       | Thomas Enqvist Richard Krajicek Sergi Bruguera Jim Courier             |
| 23 de octubre | Hellmann's Cup Santiago, Chile Series Mundailes 203,750$ Tierra batida                     | Slava Doseděl 7–6(7–3), 6–3                       | Marcelo Ríos                         | Hernán Gumy Albert Costa          | Àlex Corretja David Rikl Mauricio Hadad Sjeng Schalken                 |
| 23 de octubre | Hellmann's Cup Santiago, Chile Series Mundailes 203,750$ Tierra batida                     | Jiří Novák David Rikl 6–4, 4–6, 6–1               | Shelby Cannon Francisco Montana      | Hernán Gumy Albert Costa          | Àlex Corretja David Rikl Mauricio Hadad Sjeng Schalken                 |
| 30 de octubre | Masters de París París, Francia ATP Championship Series de una semana 2,000,000$ Moqueta   | Pete Sampras 7–6(7–5), 6–4, 6–4                   | Boris Becker                         | Jim Courier Wayne Ferreira        | Jakob Hlasek Michael Chang Richard Krajicek Daniel Vacek               |
| 30 de octubre | Masters de París París, Francia ATP Championship Series de una semana 2,000,000$ Moqueta   | Grant Connell Patrick Galbraith 6-2, 6-2          | Jim Grabb Todd Martin                | Jim Courier Wayne Ferreira        | Jakob Hlasek Michael Chang Richard Krajicek Daniel Vacek               |
| 30 de octubre | Abierto Topper Montevideo, Uruguay Series Mundiales 203,000$ Tierra batida                 | Bohdan Ulihrach 6–2, 6–3                          | Alberto Berasategui                  | Francisco Clavet Jordi Burillo    | Karim Alami Hernán Gumy Fernando Meligeni Marcelo Filippini            |
| 30 de octubre | Abierto Topper Montevideo, Uruguay Series Mundiales 203,000$ Tierra batida                 | Sergio Casal Emilio Sánchez Vicario 2-6, 7-6, 7-6 | Jiří Novák David Rikl                | Francisco Clavet Jordi Burillo    | Karim Alami Hernán Gumy Fernando Meligeni Marcelo Filippini            |

### Noviembre
| Semana          | Torneo | Campeones                                                         | Finalistas                      | Semifinalistas                                                          | Cuartos de final                                                        |
| --------------- | --- | ----------------------------------------------------------------- | ------------------------------- | ----------------------------------------------------------------------- | ----------------------------------------------------------------------- |
| 6 de noviembre  | Abierto Topper de Sudamérica Buenos Aires, Argentina Series Mundiales 303,000$ Tierra batida                | Carlos Moyá 6–0, 6–3                                              | Félix Mantilla                  | Jiří Novák Àlex Corretja                                                | Galo Blanco Alberto Berasategui Hernán Gumy Emilio Sánchez Vicario      |
| 6 de noviembre  | Abierto Topper de Sudamérica Buenos Aires, Argentina Series Mundiales 303,000$ Tierra batida                | Vincent Spadea Christo van Rensburg 6–3, 6–3                      | Jiří Novák David Rikl           | Jiří Novák Àlex Corretja                                                | Galo Blanco Alberto Berasategui Hernán Gumy Emilio Sánchez Vicario      |
| 6 de noviembre  | Abierto Scania de Estocolmo Estocolmo, Suecia Series Mundiales ATP 800,000$ Dura (i)                        | Thomas Enqvist 7–5, 6–4                                           | Arnaud Boetsch                  | David Prinosil Richey Reneberg                                          | Jim Courier Mikael Tillström Magnus Larsson Stefan Edberg               |
| 6 de noviembre  | Abierto Scania de Estocolmo Estocolmo, Suecia Series Mundiales ATP 800,000$ Dura (i)                        | Jacco Eltingh Paul Haarhuis 3–6, 6–2, 7–6                         | Grant Connell Patrick Galbraith | David Prinosil Richey Reneberg                                          | Jim Courier Mikael Tillström Magnus Larsson Stefan Edberg               |
| 6 de noviembre  | Copa Kremlin Moscú, Rusia Series Mundiales 1,125,000$ Dura                                                  | Carl-Uwe Steeb 7–6(7–5), 3–6, 7–6(8–6)                            | Daniel Vacek                    | Yevgeny Kafelnikov Marc Rosset                                          | Byron Black Alexander Volkov Scott Draper Andrei Olhovskiy              |
| 6 de noviembre  | Copa Kremlin Moscú, Rusia Series Mundiales 1,125,000$ Dura                                                  | Byron Black Jared Palmer 6–4, 3–6, 6–3                            | Tommy Ho Brett Steven           | Yevgeny Kafelnikov Marc Rosset                                          | Byron Black Alexander Volkov Scott Draper Andrei Olhovskiy              |
| 13 de noviembre | Campeonato Mundial ATP Tour individual Frankfurt, Alemania ATP Tour World Championships 3,300,000$ Moqueta  | Boris Becker 7–6(7–3), 6–0, 7–6(7–5)                              | Michael Chang                   | Thomas Enqvist Pete Sampras                                             | Yevgeny Kafelnikov Wayne Ferreira Jim Courier Thomas Muster             |
| 20 de noviembre | Campeonato Mundial ATP Tour de dobles Eindhoven, Países Bajos ATP Tour World Championships 500,000$ Moqueta | Grant Connell Patrick Galbraith 7–6(8–6), 7–6(8–6), 3–6, 7–6(7–2) | Jacco Eltingh Paul Haarhuis     | Semifinalists Todd Woodbridge / Mark Woodforde Cyril Suk / Daniel Vacek | Semifinalists Todd Woodbridge / Mark Woodforde Cyril Suk / Daniel Vacek |
| 27 de noviembre | Copa Davis Final Moscú, Rusia – Tierra batida                                                               | Estados Unidos 3–2                                                | Rusia                           |                                                                         |                                                                         |

### Diciembre
| Semana         | Torneo                                                               | Campeones                           | Finalistas  | Semifinalistas                  | Cuartos de final                                       |
| -------------- | -------------------------------------------------------------------- | ----------------------------------- | ----------- | ------------------------------- | ------------------------------------------------------ |
| 6 de diciembre | Grand Slam Cup Múnich, Alemania Copa Grand Slam(ITF) 6,000,000$ Dura | Goran Ivanišević 7–6(7–4), 6–3, 6–4 | Todd Martin | Yevgeny Kafelnikov Boris Becker | Pete Sampras Jacco Eltingh Byron Black Andréi Medvédev |